# Quijongo
El quijongo es un instrumento musical de cuerda, perteneciente a la familia de los instrumentos de cuerda percutida. Es un instrumento típico de los indígenas de Nicaragua y Costa Rica. En algunos países, como El Salvador, se lo conoce como carimba. Aunque alguna gente piensa que es un instrumento originario de los indígenas chorotegas de Nicoya, en realidad tiene origen Africano. Los primeros esclavos traídos a Nicoya, Bruselas, Garcimuñoz y Cartago lo trajeron de sus tierras. Un instrumento similar, el birimbao, se encuentra en las culturas Afro-Brasileñas. A su vez, es muy parecido a un instrumento llamado "m'bulumbumba" del SurOeste de Angola.
Tiene forma de arco y mide unos 140 centímetros de largo. Está fabricado en madera flexible y sus extremos están unidos por una cuerda tensada, generalmente de metal. A un tercio de distancia de uno de los extremos se une con una jícara o una calabaza, a modo de caja de resonancia. El sonido se genera tras percutir dicha cuerda bien templada con un palo y se modifica al cerrar el orificio de la jícara con los dedos de la mano, variando de una cuarta o una sexta. Este sonido oscilado es similar al silbar del viento entre los bosques.
En ocasiones era reforzada apoyando la base del quijongo en otra caja.